# How You Remind Me
How You Remind Me – ballada rockowa kanadyjskiej grupy Nickelback, wydana jako pierwszy singel z trzeciego studyjnego albumu Silver Side Up, który wydano we wrześniu 2001 roku. Utwór „How You Remind Me” został zamieszczony na drugiej pozycji na krążku, trwa 3 minuty i 43 sekundy i jest jednym z krótszych utworów znajdujących się na płycie. Tekst do utworu napisał wokalista grupy, Chad Kroeger, który jest także współkompozytorem utworu. Utwór został nagrany pod okiem producenta Ricka Parashara, mającego za sobą współpracę z takimi zespołami jak Pearl Jam czy Temple of the Dog. Cechy charakterystyczne utworu to zwrotka-refren oraz kontrast między cichymi i spokojnymi zwrotkami a głośnym, dynamicznym powtarzającym się refrenem.
Ogromny sukces „How You Remind Me” sprawił iż dotarł on na szczyty przebojów wielu krajów, m.in. Stanów Zjednoczonych, Kanady, oraz wielu europejskich państw, a sam utwór był najczęściej granym rockowym utworem w stacjach radiowych na całym świecie w roku 2002. Utwór jest pierwszym i największym przebojem grupy Nickelback. Dotarł on do 1 pozycji listy Hot 100 magazynu Billboard. Sam singel z utworem osiągnął w Stanach Zjednoczonych status złotej płyty, za sprzedaż 500,000 kopii.
Utwór spotkał się również z pozytywnym przyjęciem wśród wielu krytyków muzycznych, czego dowodem może być fakt iż utwór zdobył w roku 2002 nagrodę kanadyjskiego przemysłu fonograficznego „Juno Awards” w kategorii „Najlepszy singel” oraz został rok później nominowany do nagrody Grammy w kategorii Record of the Year. Dzięki tej piosence, Nickelback stał się pierwszym kanadyjskim zespołem, który od czasów wydania singla „American Woman” zespołu The Guess Who zdobył jednocześnie 1. miejsce na liście przebojów w Kanadzie oraz Stanach Zjednoczonych. „How You Remind Me” było także pierwszym utworem kanadyjskiego zespołu/wykonawcy od 1991 roku, którego utwór uplasował się na szczycie listy Billboard Hot 100. Ostatnim kanadyjskim wykonawcą był Bryan Adams z utworem „(Everything I Do) I Do It For You”. Utwór zajął także 4. miejsce w zestawieniu listy Billboard Hot 100, na najlepszą piosenkę dekady. Według Nielsen Soundscan, utwór od momentu wydania w roku 2001, w amerykańskich stacjach radiowych został zagrany ponad 1,2 miliona razy.

## Historia utworu

### Nagrywanie, znaczenie tekstu
Utwór „How You Remind Me” powstał podczas jednej z sesji poprzedzającej wejście do studia. Wokalista i gitarzysta rytmiczny grupy, Chad Kroeger przyszedł do studia i zagrał na gitarze akustycznej fragment utworu. Przyniósł on utwór w 5 różnych wersjach. Po wykonanym fragmencie, do Kroegera dołączyła reszta muzyków. Cały utwór został zaaranżowany w nieco 20 minut. Jest to także jedyny utwór grupy, do którego najpierw powstała muzyka, a następnie tekst.
Tekst utworu dotyczy osobistego przeżycia wokalisty grupy, który rozstawał się z własną dziewczyną Jodi. W tekście zastanawia się co było nie tak, co doprowadziło do ostatecznego rozstania. Podmiot wraca wspomnieniami do przeszłości o czym może świadczyć fragment tekstu: „These five words in my head, scream „Are we having fun yet?, Yet?, Yet?, Yet?, no no...” („Te pięć słów w mojej głowie, krzyczy „Czy my bawimy się jeszcze?” „Jeszcze? Jeszcze? Jeszcze? nie, nie...”), zaczyna zdawać sobie w pełni sprawę z tego że te wspomnienia należy traktować jako bezpowrotne. Zaczyna obarczać swoją osobę jako winną rozpadu związku, o czym może mówić następujący fragment: „This is how you remind me, of what I really am...” („To jest sposób, w jaki przypominasz mi, czym naprawdę jestem...”).
Tak oto później w jednym z wywiadów, perkusista Ryan Vikedal wspomina okres nagrywania utworu: „Chad rozstawał się właśnie z dziewczyną. Nie trzeba dodawać, ile go to kosztowało, więc kiedy dowiedzieliśmy się, że równocześnie pracuje nad nową piosenką, wiedzieliśmy, że będzie to coś mocnego. Pewnego dnia przyszedł na próbę i zagrał niemal gotowy kawałek, który zaaranżowaliśmy w ciągu 20 minut. To jeden z tych utworów, które powstają bardzo szybko i bezboleśnie. Nie rozmawialiśmy właściwie na jego temat, nie naradzaliśmy się, po prostu zagraliśmy go i gotowe... Od razu wiedzieliśmy, że będzie to jeden z najlepszych utworów na tej płycie, ale oczywiście nie śmieliśmy przypuszczać, że zwariuje na jego punkcie cały świat.
Po nagraniu całego materiału na płytę, zespół zastanawiał się który utwór wybrać na pierwszy singel. Rozpatrywano „Never Again”, lub właśnie „How You Remind Me”. Ostatecznie wytwórnia, oraz sam zespół uznali iż pierwszy z utworów jest zbyt mocny jak na promujący wydawnictwo, dlatego zdecydowano się na lżejszą brzmieniową piosenkę „How You Remind Me”.

### Kompozycja
Cech charakterystyczne słyszalne w utworze to zwrotka-refren, oraz wyraźny kontrast między spokojnymi i cichymi zwrotkami a głośnym powtarzającym się refrenem. Po drugim refrenie następuje chwilowe zwolnienie z mocnej zwrotki utworu. Następnie utwór powraca do mocnego i dynamicznego refrenu.

### Wydanie, sukces
Singel w Stanach Zjednoczonych oraz w Kanadzie ukazał się 17 lipca 2001 roku, natomiast w Wielkiej Brytanii ukazał się on 25 marca 2002 roku. Wydanie holenderskie singla miało miejsce 26 lutego 2002 roku. Single ukazały się nakładem wytwórni Roadrunner Records w Europie, oraz EMI w Stanach. Singel wydany z Wielkiej Brytanii zawierał dodatkowo prócz akustycznej wersji utworu, piosenkę „Little Friend” z albumu „Curb”. Ostatnie wydanie singla doczekało się wersji „Gold Mix”, wydanej 22 października, która różniła się od pierwszej wersji mocniej przesterowanymi gitarami w refrenie utworu. Prócz tego, na ostatniej wersji singla, znalazła się nowa kompozycja grupy, „Yanking Out My Heart”, która została nagrana podczas sesji do albumu „Silver Side Up”, a następnie zamieszczona na limitowanej edycji albumu „The Long Road”.
W momencie wydania, „How You Remind Me” stało się największym hitem i znakiem rozpoznawalnym grupy Nickelback. Utwór utrzymany w rockowej konwencji dotarł do szczytu rankingu Billboard Hot 100, wyczyn ten powtórzyła dopiero po sześciu latach piosenka Maroon 5 – „Makes Me Wonder”. Poza tym, kompozycja zajęła najwyższe lokaty na takich listach jak Mainstream Rock Tracks, Modern Rock Tracks, Canadian Airplay Chart, Irish Singles Chart czy ARC Weekly Top 40. Utwór został także wyróżniony przez stację muzyczną VH1, gdzie zajął 16. miejsce w rankingu „Najlepsze ballady rockowe”. Poza tym utwór zdobył statuetkę kanadyjskiego przemysłu fonograficznego „Juno Awards” w kategorii „Najlepszy singel” oraz dostał nominację do nagrody Grammy w roku 2003. Otrzymał także nominację do nagród Billboard Awards. Utwór został także wyróżniony przez magazyn Billboard, gdzie w zestawieniu „Billboard’s All Time Top 100.” zajął 36. miejsce.  Utwór zajął także 1. miejsce w końcowym zestawieniu singli numer 1 w Stanach Zjednoczonych. Poza tym singel został nagrodzony 4 statuetkami Billboard Music Awards.
Singel z utworem doczekał się statusu podwójnej platyny w Australii, za sprzedaż ponad 140 tysięcy kopii. Wyczyn ten powtórzył singel z utworem „tograph” wydany w sierpniu 2005 roku. Poza tym singel uzyskał status złotego w wielu krajach, m.in. w Belgii, Niemczech, Francji, Szwajcarii czy Wielkiej Brytanii. W samych Stanach zanotowano sprzedaż łącznie ponad 500,000 kopii singla.
Utwór „How You Remind Me”, dzięki ogromnemu sukcesowi, był najczęściej granym utworem rockowym w stacjach radiowych na całym świecie w roku 2002. W roku 2007, utwór zajął 9 pozycję w zestawieniu najczęściej granych utworów przez amerykańskie rozgłośnie radiowe.

## Utwór na koncertach
Utwór „How You Remind Me” zaczął być grany na żywo w lipcu 2001 roku, jeszcze przed wydaniem albumu. Podczas trasy „Silver Side Up Tour”, która trwała w 2002 roku, utwór był grany jako ostatni, zamykający koncerty zespołu. W tamtym okresie, zespół pierwszą zwrotkę, oraz refren wykonywał na gitarach akustycznych. Następnie utwór zaczynał być grany od nowa, już na gitarach elektrycznych. Sytuację tę można zaobserwować na koncertowym DVD, „Live at Home”, zarejestrowane podczas tejże trasy koncertowej. Poza tym utwór często grany jest na koncertach akustycznych. Podczas jednego z takich koncertów, który się odbył 16 września 2003 roku w Holandii, zespół wykonał ten utwór, który następnie trafił na minialbum „MTV Unplugged”. Utwór regularnie także pojawiał się podczas trasy „The Long Road Tour”, w roku 2004. Został także wykonany na żywo podczas występu na festiwalu muzyki rockowej Rock am Ring, gdzie został chóralnie odśpiewany przez fanów grupy. Także podczas trasy „All the Right Reasons Tour”, utwór był regularnie grany podczas każdego występu. Podczas trwania tejże trasy, utwór trafił na drugie koncertowe DVD, „Live from Sturgis 2006”. Podczas trasy „Dark Horse Tour” na przełomie 2009 i 2010 roku, piosenka grana była jako ostatnia przed bisem.

### Covery utworu
Utwór był także kilkakrotnie coverowany. Nowe wersje zaprezentowali m.in. Sum 41 podczas występu na „MTV New Year’s Eve Party”, Maria Doyle Kennedy na albumie „Even Better Than the Real Thing Vol. 1", Constantine Maroulis podczas występu w finałowej szóstce programu „American Idol” (Sezon 4), oraz zespół A-ha. W roku 2004 utwór znalazł się na tribute albumie, poświęconemu grupie Nickelback, „Someday: The String Quartet Tribute to Nickelback”, gdzie został wykonany w wersji klasycznej, przy życiu takich instrumentów jak kontrabas czy skrzypce. W 2010 roku piosenkarka Shontelle nagrała własną wersję utworu, która znalazła się na albumie „No Gravity”. Pod koniec 2012 roku narzeczona Chada Avril Lavigne nagrała swoją wersję piosenki, która znalazła się na ścieżce dźwiękowej do filmu anime One Piece Film: Z.

## Teledysk
Do utworu został nakręcony także teledysk. W klipie, w roli byłej dziewczyny Chada Kroegera, wystąpiła gościnnie modelka Annie Henley. Teledysk kręcony był w dniach 28–29 lipca 2001 roku. Reżyserami klipu są Bracia Strause. Początkowo zespół pragnął aby w klipie było ukazanych jak najwięcej scen akcji, lecz ostatecznie za namową reżyserów, teledysk został zrobiony w bardziej kinowy sposób. Klip ukazuje Chada Kroegera, który po rozstaniu ze swoją dziewczyną, próbuje o niej zapomnieć. Lecz w każdych wolnych chwilach, widzi ją przed swoimi oczyma. Pomiędzy ujęciami ukazany jest zespół wykonujący utwór przed grupą ludzi. Premiera klipu odbyła się 20 sierpnia 2001 roku.

## Nagrody / Nominacje
- Źródło[12]:
- Billboard Music Awards
- (2002) – Statuetka Billboard Music Awards w kategorii: „Hot 100 Single Of The Year”
- (2002) – Statuetka Billboard Awards w kategorii: „Hot 100 Airplay Single Of The Year”
- (2002) – Statuetka Billboard Awards w kategorii: „Top 40 Track Of The Year”
- (2002) – Statuetka Billboard Awards w kategorii: „Hot 100 Single Of The Year By Duo/Group
- Juno Awards
- (2002) – Statuetka Juno Awards w kategorii: „Best Single”
- (2002) – Statuetka Juno Awards w kategorii: „Best Recording Enginer”
- Much Music Video
- (2002) – Statuetka Much Music Video w kategorii: „Best Rock Video”
- MTV Europe Music Awards
- (2002) – Nominacja w kategorii „Best Single”
- Grammy Awards
- (2003) – Nominacja w kategorii Record of the Year

## Covery
- Sum 41 podczas występu na MTV New Year’s Eve party
- Maria Doyle Kennedy na albumie „Even Better Than the Real Thing Vol. 1"
- Constantine Maroulis podczas występu w finałowej szóstce programu American Idol (Sezon 4)
- Zespół A-ha
- The String Quartet Tribute na albumie „Someday: The String Quartet Tribute to Nickelback”

## Lista utworów na singlu
Single CD Wielka Brytania, Europa:
| Nr. |  | Tytuł                                  | Tekst        | Muzyka                 | Długość |
| --- |  | -------------------------------------- | ------------ | ---------------------- | ------- |
| 1.  |  | „How You Remind Me” (Radio Version)    | Chad Kroeger | Nickelback             | 3:43    |
| 2.  |  | „How You Remind Me” (Acoustic Version) | Chad Kroeger | Nickelback             | 3:30    |
| 3.  |  | „Little Friend”                        | Chad Kroeger | Nickelback / B.Kroeger | 3:48    |
|     |  |                                        |              |                        |         |

Single CD:
| Nr. |  | Tytuł                                  | Tekst        | Muzyka     | Długość |
| --- |  | -------------------------------------- | ------------ | ---------- | ------- |
| 1.  |  | „How You Remind Me” (Radio Version)    | Chad Kroeger | Nickelback | 3:43    |
| 2.  |  | „How You Remind Me” (Acoustic Version) | Chad Kroeger | Nickelback | 3:30    |
|     |  |                                        |              |            |         |

CD Maxi Gold Single:
| Nr. |  | Tytuł                                  | Tekst        | Muzyka     | Długość |
| --- |  | -------------------------------------- | ------------ | ---------- | ------- |
| 1.  |  | „How You Remind Me” (Gold Mix)         | Chad Kroeger | Nickelback | 3:43    |
| 2.  |  | „How You Remind Me” (Album Version)    | Chad Kroeger | Nickelback | 3:43    |
| 3.  |  | „How You Remind Me” (Acoustic Version) | Chad Kroeger | Nickelback | 3:30    |
|     |  |                                        |              |            |         |

CD Maxi Gold Single Version:
| Nr. |  | Tytuł                          | Tekst        | Muzyka                 | Długość |
| --- |  | ------------------------------ | ------------ | ---------------------- | ------- |
| 1.  |  | „How You Remind Me” (Gold Mix) | Chad Kroeger | Nickelback             | 3:43    |
| 2.  |  | „Yanking Out My Heart”         | Chad Kroeger | Nickelback             | 3:35    |
| 3.  |  | „Little Friend”                | Chad Kroeger | Nickelback / B.Kroeger | 3:48    |
|     |  |                                |              |                        |         |

## Twórcy
Nickelback
- Chad Kroeger – śpiew, gitara rytmiczna, produkcja
- Ryan Peake – gitara prowadząca, wokal wspierający
- Mike Kroeger – gitara basowa
- Ryan Vikedal – perkusja

Produkcja
- Nagrywany: Kwiecień – Czerwiec 2001 w Studio „Green House” w Vancouver, oraz w Burnaby, Kolumbia Brytyjska, oraz w London Bridge Studio, Seattle, Waszyngton
- Producent muzyczny: Chad Kroeger, Rick Parashar
- Realizator nagrań: Rick Parashar
- Miks płyty: Randy Staub w „Armoury Studios” Vancouver
- Mastering: George Marino w „Sterling Sound”
- Inżynier dźwięku: Joe Moi
- Asystent inżyniera dźwięku: Pat Sharman
- Obróbka cyfrowa: Geoff Ott
- Zdjęcia: Daniel Moss
- Manager: Bryan Coleman
- Koordynator produkcji: Kevin Zaruk
- Pro Tools operator: Alex Aligazakis

Pozostali
- Tekst piosenki: Chad Kroeger
- Aranżacja: Chad Kroeger, Ryan Peake, Mike Kroeger, Ryan Vikedal
- Wytwórnia: Roadrunner, EMI
- Pomysł okładki: Nickelback

## Certyfikacje
| Kraj              | Certyfikacja | Data              | Sprzedane egzemplarze |
| ----------------- | ------------ | ----------------- | --------------------- |
| Australia         | 2 x platyna  | 2001              | 140,000               |
| Austria           | złoto        | 27 sierpnia 2002  | 15,000                |
| Belgia            | złoto        | 23 lutego 2002    | 20,000                |
| Francja           | srebro       | 15 stycznia 2003  | 125,000               |
| Niemcy            | złoto        | 2002              | 150,000               |
| Szwajcaria        | złoto        | 2002              | 15,000                |
| Wielka Brytania   | złoto        | 24 maja 2002      | 400,000               |
| Stany Zjednoczone | złoto        | 18 listopada 2005 | 500,000               |

## Notowania
| Ranking (2002)                            | Najwyższa pozycja |
| ----------------------------------------- | ----------------- |
| U.S. Billboard Hot 100                    | 1                 |
| U.S. Billboard Hot Adult Top 40           | 2                 |
| U.S. Billboard Hot Mainstream Rock Tracks | 1                 |
| U.S. Billboard Hot Modern Rock Tracks     | 1                 |
| U.S. ARC Weekly Top 40                    | 1                 |
| Australian ARIA Singles Chart             | 2                 |
| Austrian Top 75 Singles Chart             | 1                 |
| Belgian (Flanders) Singles Chart          | 2                 |
| Belgian (Wallonia) Singles Chart          | 4                 |
| Canadian Airplay Chart                    | 1                 |
| Danish Singles Chart                      | 1                 |
| Dutch Top 40                              | 17                |
| Finnish Singles Chart                     | 18                |
| French SNEP Singles Chart                 | 11                |
| German Singles Chart                      | 3                 |
| Irish Singles Chart                       | 1                 |
| Italian Singles Chart                     | 14                |
| Lithuanian Airplay Chart                  | 1                 |
| New Zealand RIANZ Singles Chart           | 4                 |
| Norwegian Singles Chart                   | 4                 |
| Swedish Singles Chart                     | 4                 |
| Swiss Singles Chart                       | 3                 |
| UK Singles Chart                          | 4                 |
| United World Chart                        | 3                 |

| Podsumowanie roku (2002)         | Pozycja |
| -------------------------------- | ------- |
| Australian ARIA Singles Chart    | 48      |
| Austrian Top 75 Singles Chart    | 6       |
| Belgian (Flanders) Singles Chart | 17      |
| Belgian (Wallonia) Singles Chart | 56      |
| French Singles Chart             | 98      |
| Irish Singles Chart              | 8       |
| Swiss Singles Chart              | 13      |

| Pozycja | 46 | 37 | 35 | 24 | 15 | 8 | 6 | 4 | 2 | 1 | 2 | 1 | 1 | 3 | 4 | 4 | 5 | 6 | 7 | 15 | 25 | 26 | 29 |

- Utwór znajdował się na liście od 21 grudnia 2001 roku, do 24 maja 2002 roku. Łącznie na liście znajdował się przez 23 tygodnie.
- Podczas 1047 notowania listy, 22 lutego 2002 roku, utwór „How You Remind Me” zajął pierwsze miejsce
- Podczas 1049 notowania listy, 8 marca 2002 roku, utwór „How You Remind Me” zajął pierwsze miejsce
- Podczas 1050 notowania listy, 15 marca 2002 roku, utwór „How You Remind Me” zajął pierwsze miejsce

Na PopLiście w radiu RMF FM utwór ten był obecny od 10 stycznia do 31 maja 2002, co daje 95 dni roboczych, w tym 19 razy pierwsze miejsce i zwycięstwo w klasyfikacji TOP 50.